# マリノス君
マリノス君（マリノスくん）は、Jリーグ・横浜F・マリノスのマスコットキャラクター。
本項目では、他のマリノスのマスコットについても説明する。

## 概要
モチーフは港町、横浜になじみ深いカモメであり、水兵帽と公式ユニフォームを着用している。背番号は0（登場当初は10）で背ネームは「マリノス君」。
デビューは1993年のJリーグ開幕戦から横浜F・マリノスのホーム試合に登場している。特徴としては、他のJリーグマスコットが試合中は退場するのに対して、試合中もピッチ横の椅子に座って観戦し、マリノス側が得点すると、くちばしを押さえながらでんぐり返しをしてポーズを取る。また、試合開始前のメンバー紹介ではゴール裏のサポーター席前の台に上り、旗を振る。
外見の特徴としてはアゴを操作する事で左目をウィンクさせることができる（ただし、普段はほとんどしない）。
2022年のJリーグマスコット総選挙では初出場にして第1位を獲得、優勝を果たした。同年7月30日の対鹿島アントラーズ戦（日産スタジアム）でJ1通算500試合出場を達成。

## マリノスケ
マリノス君の甥っ子で、横浜に住む小学5年生のカモメ。小学館とのコラボレーションにより、2000年（平成12年）に誕生。名称はコロコロコミックの読者からによる公募で決定し、2000年12月2日のJリーグサントリーチャンピオンシップ第1戦（横浜国際総合競技場）でお披露目となった。そのような経緯のため、初期の頃にはコロコロや「小学五年生」の紙面で密着したこともあった。大きさはマリノス君と変わらないが、体系や顔つきはひよこに近い。横浜を表す「Y」のイニシャル入り野球帽を被り、2019年シーズンからマリノス君同様にユニフォームを与えられるまでは青地に赤と白をあしらった開衿シャツを着ていた。試合時にはマリノス君とともにピッチに現れ、サポーターを鼓舞する。ホームタウン活動やアウェイ試合にも積極的に参加しており、認知度が高まってきている。背番号は00（2019年から）。
2013年8月21日にキングレコードから発売されたAKB48の32枚目のシングル『恋するフォーチュンクッキー』神奈川県バージョンに出演するものの編集でカットされたが、神奈川県横須賀市追浜地区バージョンに出演し、AKB48のYouTube公式アカウントにて全世界に向けて配信された。
2020年のJリーグマスコット総選挙で初の1位を獲得した。

## ワルノス
2008年から、非公式マスコットという触れ込みで登場。くちばしのついた外見からカモメのようだが、白目のきつい顔に海賊をモチーフにした格好をしている。2008年にはライバルチームに潜入を試みては失敗する姿が報じられ、2009年からはマリノスの試合会場の野外ステージで「ワルノスクイーン」と称する黒装束の女性ダンサーを従えてパフォーマンスを行っていた。2019年以降、長らく行方がわからなくなっていたが、2024年の5月29日に行われた「マリノスキャラクターday」にて復活、5年ぶりの登場となった。

## マリン
2022年2月14日に海外から横浜に帰ってきたという設定で登場。2022年2月19日に開催されたJ1リーグ第1節セレッソ大阪戦でお披露目された。活発な女の子でマリノスケの妹、マリノス君の姪にあたる。ダンスが得意で、好物はイチゴ。背番号は赤いハートマーク。
最後の開催となった2023年のJリーグマスコット総選挙では初出場にして第1位を獲得。前回のマリノス君に続きチームとして連覇を果たし、2020年のマリノスケを含め、3羽すべてが1位を獲得するという快挙を達成した。